# Aufstieg und Fall der Stadt Mahagonny
Ascens i caiguda de la ciutat de Mahagonny (en alemany, Aufstieg und Fall der Stadt Mahagonny) és una òpera en tres actes amb música de Kurt Weill i llibret en alemany de Bertolt Brecht. Es va estrenar a Leipzig, el 9 de març de 1930. L'òpera està ambientada a Mahagonny, una ciutat fictícia dels Estats Units l'any 1930.

## Història

### Composició
El llibret va ser escrit principalment a principis de l'any 1927 i la música es va acabar la primavera de 1929, interromput pels treballs amb la Die Dreigroschenoper l'estiu del 1928; els autors, no obstant això, van revisar tant el text com la música més tard. Un primer producte secundari va ser el Mahagonny-Songspiel, de vegades conegut com a Das kleine Mahagonny ("El petit Mahagonny"), una obra de concert per a veus i petita orquestra encarregada pel Festival de Música de cambra Alemany de Baden-Baden, on es va estrenar el 18 de juliol de 1927. Els deu números, que inclouen la "Cançó d'Alabama" i la "Cançó de Benarés", van anar degudament incorporats a l'òpera completa.
La partitura de Weill va usar una sèrie d'estils, incloent ragtime, jazz i contrapunt formal, especialment a l'"Alabama Song" ("Cançó d'Alabama", interpretada per diversos artistes, especialment The Doors, David Bowie i Marilyn Manson). Les lletres per a la "Cançó d'Alabama" i una altra cançó, la "Cançó de Benarés" estan en anglès (encara que en un anglès molt particular) i s'interpreten en aquest idioma fins i tot quan l'òpera es fa en el seu idioma alemany original.

### Representacions
L'òpera es va estrenar en el Neues Theater de Leipzig el 9 de març de 1930, amb tumult a l'auditori. Simpatitzants de la NSDAP van entorpir la presentació i només amb esforços i disciplina la peça va poder ser finalitzada. Es va interpretar a Berlín al desembre de l'any següent. L'òpera va ser prohibida pels nazis el 1933 i no va tenir cap reposició significativa fins als anys seixanta. A Catalunya es va estrenar en el Gran Teatre del Liceu de Barcelona el 1971.

## Argument

### Acte I
Leokadja Begbick; Willy, el procura (en edicions antigues anomenat Fatty) i Trinidadmosis fugen dels conestables cap a la costa, on van trobar or, però el seu cotxe s'espatlla en el voral en el desert. Al no poder seguir endavant, però tampoc tornar, decideixen fundar una ciutat, "Mahagonny", que significa ciutat de xarxa i treure els diners als quals venen des de la costa amb bars i bordells. Ha de prevaler l'harmonia i la calma.
En anar creixent la ciutat, amb insatisfets de tots els continents, la ciutat atreu a quatre llenyataires d'Alaska: Heinnrich Merg, Joseph Lettner, Jakob Schmidt i Paul (Paule) Ackermann (en les edicions antigues: Sparbüchsenbilly, Alaskawolfjoe, Jack O'Brien i Jim (Jimmy Mahoney)) buscant la seva fortuna a la nova ciutat. Paule s'enamora de la ramera Jenny. Mahagonny cau en una crisi: baixen els preus, la gent marxa i Paul se sent insatisfet en veure una placa on diu "Es prohibeix..." A més un huracà s'acosta a la ciutat. Aquesta nit Paule troba la llei de la bondat humana: "estàs permès!" L'única cosa que queda prohibit és no tenir diners, que està penalitzat amb la mort. Just abans que l'huracà destrueixi la ciutat, li explica a la gent que no és necessari un tifó per destruir perquè l'ésser humà se les sap arreglar molt bé ell mateix. Com a exemple i per despit canta una cançó alegre.

### Acte II
L'huracà s'acosta a Mahagonny. A l'auditori es comunica l'acció a través d'un narrador de la ràdio. Un minut abans d'arribar a Mahagony, el tifó canvia de direcció i salva la ciutat. D'ara endavant el lema de la gent de Mahagonny és la frase "està permès!".
L'acte segueix aquest lema: "Primer no oblidar menjar, segon el referent a l'acte d'amor, tercer no oblidar boxejar, quart beure segons el contracte. Però de totes maneres, adoneu-vos que aquí tot està permès." (si hom té diners) (Principi de l'escena 13) Això té unes conseqüències: L'amic de Paule, Jacob, mor menjant massa, Joseph mor boxejant contra Trinidadmosis, després d'haver persuadit a Paule xifrar tot els seus diners en ell. En l'escena següent, Paule distribueix whisky a tots els homes de Mahagonny. Però quan Begbick exigeix els seus diners d'ell s'acorda que no té més diners i la seva pròpia llei es torna fatalment contra ell. El detenen perquè ni Jenny ni Heinrich volen pagar per ell.

### Acte III
El seu judici és el dia proper. Un home que ha matat a un altre paga suficient suborn per ser exculpat. A Paule no li queda diners i és apunyalat per l'esquena pels seus amics. Heinrich diu: "Paul, estem relacionats a nivell humà, però amb els diners és una cosa diferent." Jenny declara com a testimoni encara que estava contenta al costat d'ell. Després de la seva execució es veuen manifestacions en contra la "carestia enorme" i la decadència general en l'àmbit econòmic i moral. La ciutat finalment cau en el caos.

## Música
Kurt Weill durant l'òpera ressenya un cercle ampli presentant diversos temes durant el primer acte i després convertint-los de manera més i més complexa i portant-les a un clímax en l'acte final.
Freqüentment usa cites musicals: l'Acord de Tristany, extret de Tristany i Isolda de Richard Wagner, que en la seva època freqüentment és usat per referir-se a un amor infinit, sona en el principi de la fundació d'una ciutat de bars i bordells; La cançó del Wir weben zusammen den Jungfernkranz (Teixim la corona de la Verge) de l'òpera Der Freischütz de Carl Maria von Weber (que durant la seva època per molts va ser considerat com Kitsch) està citada quan arriben els quatre llenyataires que per descomptat no estaven pensant en teixir. Altres formes citades són fugues a la manera de Bach, música eclesiàstica, popular i militar, el shanty, la tarantela i el blues.

### La "cançó d'Alabama"
És una cançó que apareix en el primer acte, cantada per les noies i per Jenny. Elles van perdre la seva pàtria i l'única oportunitat que veuen és vendre's als homes de Mahagonny. S'acomiaden de la lluna, un motiu que apareix diverses vegades durant l'òpera, esperant una vida millor.
La música barreja unes coloratures tristes amb un sprechgesang cínic expressant aquesta nostàlgia
El text original va ser publicat per primera vegada a la Hauspostille per Brecht, l'any 1927, juntament amb una melodia per ell mateix que Weill no usava. En el text font el jo líric és un home.

### Instrumentació
2 flautes (de vegades 2 flautines), oboè, clarinet, 3 saxòfons (soprano, alt/baríton, tenor), 2 Fagots (de vegades 2 contrafagots), 2 trompes, 3 trompetes, 2 trombons, tuba, timbals, percussió, piano, harmònium ad lib., banjo, guitarra baixa, bandoneón, cordes.
En l'escenari
2 flautins, 2 clarinets, 3 saxos, 2 fagots, 2 trompes, 2 trompetes, 2 trombons, tuba, percussió, piano, cítara, xilòfon, banjo, bandoneón.

## Enregistraments
- Lotte Lenya, Norddeutsches Radio-Orchester, Wilhelm Brückner-Rüggeberg, 1956 (Sony Music).
- Anja Silja, Anny Schlemm, Thomas Lehrberger, Kölner Rundfunkorchester, Jan Latham-König, 1988 (CD Capriccio 10 160/61).
- Teresa Stratas, Astrid Varnay, Richard Cassily, Metropolitan Opera New York, James Levine, (anglès) VHS 1978.
- Catherine Malfitano, Gwyneth Jones, Jerry Hadley, Radio-Sinfonieorchester Wien, Dennis Russell Davies, 1998 (DVD).
- Audra McDonald, Patti LuPone i elenc, Los Angeles Opera, James Conlon, 2007 DVD (anglès)
- Measha Brueggergosman, Willard White, Jane Henschel, Michael Konig, Teatre Real de Madrid, Pablo Heras-Casado (anglès) 2010 (DVD).